# Chesapeake
Chesapeake er en by i delstaten Virginia, USA med 249.422(2020) indbyggere. Chesapeake er en såkaldt "independent city" og er således ikke tilknyttet et county.  Byen blev etableret i 1963 ved en sammenlægning af byen South Norfolk og Norfolk County efter en folkeafstemning. Byen er den tredjestørste i Virginia efter Virginia Beach og Norfolk.
Chesapeake iindgår i byområdet Hampton Roads. Byen spreder sig over et forholdsvist stort område og indeholde spredte bebyggelser og store arealer af landbrugsjord, vådområder og naturområdet Great Dismal Swamp National Wildlife Refuge. Byen strækker sig fra grænsen til North Carolina til havneområdet i Hampton Roads nær byerne Norfolk, Portsmouth, Suffolk og Virginia Beach. Byområdet ligger ud til Chesapeake Bay.